# Византизам
Византинизам је политички систем и култура Византијског царства, и његових духовних наследника, посебно православних хришћанских балканских земаља Грчке и Бугарске, а у мањој мери Србије и неких других православних земаља источне Европе попут Белорусије, Грузије, Русија и Украјина. Сам термин византизам скован је у 19. веку. Термин у неким изворима има првенствено негативне асоцијације, што имплицира сложеност, бирократизованост и аутократију.
Ова негативна репутација наглашавала је збуњујућу сложеност министарстава Царства и разрађеност њених дворских церемонија. Исто тако, „византијски систем” такође сугерише склоност интригама, заверама и атентатима и опште нестабилно политичко стање ствари.  Савремени научници критикују овај термин због тога што је генерализација која није баш репрезентативна за стварност византијске аристократије и бирократије.
Византијско царство је још у средњем веку стекло негативну репутацију у западном свету.
Критичари су истакли да Византијско царство и његови наследници нису били под утицајем тако великих промена у западној филозофији као што су борба за инвеституру, реформација и ренесанса; и сводили су византијску политичку културу на цезаропапизам и ауторитарну политичку културу, коју су описивали као ауторитарну, деспотску и империјалистичку.
Након пада Византијског царства, критичари византијског система су истицали да је он опстао и „покварио“ друге државе, а посебно се користио у дискурсу политичког система, културе и друштва Русије (од времена Великог војводства Московског преко Руског царства у Руску Империју – види и царска аутократија), Совјетски Савез, Отоманско царство и балканске државе (бивше европске покрајине Османског царства).
Савремени историчари истичу да ова негативна репутација није нужно тачна, и у најмању руку, веома поједностављена генерализација. Као конструисани термин, византизам такође дели те заблуде са блиско повезаним термином, балканизмом.
Како је просветитељство захватило западну Европу, француске традиције су нашле уточиште у Руском царству . Термин византизам користио је у позитивном контексту руски научник Константин Леонтијев из 19. века у књизи Византизам и словенство (1875) да опише тип друштва који је био потребан Руској империји да се супротстави „дегенеришућем утицају“ Запада . Леонтјев је хвалио Византијско царство и царску аутократију, и друштво и политички систем који се састоји од ауторитативне моћи монарха, побожног следовања Руске православне цркве, одржавања општине за сељаке и оштре класне поделе ; такође је критиковао опште образовање и демократију.
У руском политичком дискурсу, Русија се понекад од миља назива Трећим Римом, други Рим је Источно римско царство, које је надживело свој западни пандан у самом Риму, првом Риму, за хиљаду година.
Неки научници су се фокусирали на позитивне аспекте византијске културе и наслеђа, француски историчар Шарл Дил је описао Византијско царство рекавши:
Византија је створила бриљантну културу, можда најсјајнију током целог средњег века, несумњиво једину која је постојала у хришћанској Европи пре XI века. Дуги низ година, Константинопољ је остао једини велики град хришћанске Европе који је по сјају био премца. Византијска књижевност и уметност извршиле су значајан утицај на народе око ње. Споменици и величанствена уметничка дела, која су остала после Византије, показују нам сав сјај византијске културе. Зато је Византија заузимала значајно место у историји средњег века и, мора се признати, заслужено.
Историчар Аверил Камерон сматра неоспорним византијски допринос формирању средњовековне Европе. И Камерон и Димитри Оболенски препознају главну улогу Византије у обликовању православља, које заузврат заузима централно место у историји, друштвима и култури Грчке, Румуније, Бугарске, Русије, Грузије, Србије и других земаља. Византинци су такође чували и копирали класичне рукописе, па се на њих гледа као на преносиоце класичног знања, каи важне доприносе модерној европској цивилизацији и као претече и ренесансног хуманизма и словенско-православне културе.
У савременом контексту може се користити за означавање недемократских пракси и употребе насиља у политичком животу; често се користио у контексту политике Југоисточне Европе (Балкана). „Пегат“ византијске традиције се користи да се објасни кашњење у развоју демократских институција, склоност јаким, чак и аутократским владама, неповерење људи у бизнисмене и изабране политичаре, и уопште, да се објасни разлика између Запада и Југоистока. и источне Европе. Реч „византизам“ и сродна, попут „византијског“, стекле су негативне конотације у неколико западноевропских језика, укључујући енглески језик.